# Aszur-remanni
Aszur-remanni (akad. Aššur-rēmanni, w transliteracji z pisma klinowego zapisywane najczęściej maš-šur-rém-a-ni, tłum. „Aszurze, miej litość nade mną!”) – wysoki asyryjski dostojnik (koniec VII w. p.n.e., okres po rządach króla Aszurbanipala), noszący tytuł „naczelnego eunucha następcy tronu” (rab ša rēši ša mār šarri). Jego imieniem jako postkanonicznego eponima (limmu) datowanych jest szereg dokumentów z Aszur, Niniwy i Kalhu. Zgodnie z wyliczeniami uczonych sprawować on miał swój eponimat bądź w 625 r. p.n.e. (Reade), bądź w 621 r. p.n.e. (Falkner), bądź w 617 r. p.n.e. (Parpola).